# Ogliastra (provins)
Ogliastra var en provins i den italienska regionen Sardinien och dess huvudorter var Lanusei och Tortolì. Kommunen etablerades 2001 genom en utbrytning från provinsen Nuoro. Provinsen upphörde 2016 och kommunerna återgick till Nuoro. 

## Administrativ indelning
Provinsen Ogliastra var indelad i 23 comuni (kommuner) 2015.

## Geografi
Provinsen Ogliastra gränsar:
- i norr och väst mot provinsen Nuoro
- i öst mot Tyrrenska havet
- i sydväst mot provinsen Cagliari